# Microdon latiscutellaris
Microdon latiscutellaris är en tvåvingeart som beskrevs av Charles Howard Curran 1931. Microdon latiscutellaris ingår i släktet myrblomflugor, och familjen blomflugor. Inga underarter finns listade i Catalogue of Life.